# Anne-Antoine-Jules de Clermont-Tonnerre
Anne-Antoine-Jules de Clermont-Tonnerre (Parigi, 1º gennaio 1749 – Tolosa, 21 febbraio 1830) è stato un cardinale e arcivescovo cattolico francese.

## Biografia
Nacque a Parigi il 1º gennaio 1749 da Jules Charles Henri, Duca di Clermont-Tonnerre e di Marie Anne Julie Le Tonnelier de Breteuil. Divenne vescovo di Châlons nel 1782 (quindi anche conte di Châlons e Pari di Francia), ma fu costretto a lasciare la Francia per essersi opposto, come la quasi totalità dei vescovi, alla costituzione civile del clero.
In seguito al Concordato del 1801 accettò di dimettersi per obbedienza al pontefice (che aveva richiesto a tutti i vescovi legittimi di farlo per pacificare la situazione della Chiesa) e di tornare in Francia, ma non cercò di avere nessuna carica effettiva nel regime napoleonico rimanendo politicamente un monarchico fedele a Luigi XVIII, re titolare dal 1795; quando il sovrano salì al potere effettivo tornando in Francia lo confermò Pari di Francia quindi ex officio membro della  nuova Camera dei pari nel 1814 e poco dopo il vescovo tornò nella sua ex diocesi che era stata soppressa dal concordato in attesa che fosse ristabilita. Prima che ciò fosse possibile fu però elevato al rango di arcivescovo di Tolosa nel 1820 confermandogli il rango di Pari e innalzandolo a Duca nel 1823.
Papa Pio VII lo elevò al rango di cardinale nel concistoro del 2 dicembre 1822.
Morì il 21 febbraio 1830 all'età di 81 anni.

## Genealogia episcopale e successione apostolica
La genealogia episcopale è:
- Cardinale Guillaume d'Estouteville, O.S.B.Clun.
- Papa Sisto IV
- Papa Giulio II
- Cardinale Raffaele Sansone Riario
- Papa Leone X
- Papa Paolo III
- Cardinale Francesco Pisani
- Cardinale Alfonso Gesualdo di Conza
- Papa Clemente VIII
- Cardinale Pietro Aldobrandini
- Cardinale Laudivio Zacchia
- Cardinale Antonio Barberini, O.F.M.Cap.
- Cardinale Nicolò Guidi di Bagno
- Arcivescovo François de Harlay de Champvallon
- Arcivescovo Hardouin Fortin de la Hoguette
- Cardinale Henri-Pons de Thiard de Bissy
- Cardinale Charles-Antoine de la Roche-Aymon
- Cardinale Alexandre-Angélique de Talleyrand-Périgord
- Cardinale Anne-Antoine-Jules de Clermont-Tonnerre

La successione apostolica è:
- Vescovo Mathias Le Groing de La Romagère (1819)
- Vescovo Henri-Marie-Clauce de Bruc-Montplaisir (1819)
- Vescovo Louis-Jules-François-Joseph d'Andigné de Mayneuf (1819)
- Vescovo Antoine-Jacques de Chamon (1823)
- Vescovo Etienne-Bruno-Marie d'Arbou (1823)
- Vescovo Louis-Charles-François de La Tour-Landorte (1823)
- Vescovo Dominique-Marie Savy (1827)